# 本田技研工業のモータースポーツ
本田技研工業のモータースポーツは、本田技研工業のモータースポーツ活動について記述する。

## 概要
ホンダの創業者である本田宗一郎は4輪レース出場経験を持ち、レース活動における技術研鑽が自社製品の品質向上につながるとの考えを持っていた。歴代経営者も何らかのかたちでレース部門に関わっており、「レースはホンダのDNA」と表現される。日本で鈴鹿サーキット（1964年開業）とツインリンクもてぎ（1997年開業）という2つの国際サーキットを運営し、F1世界選手権などの各種レースイベントに利用されている。

### 2輪レース

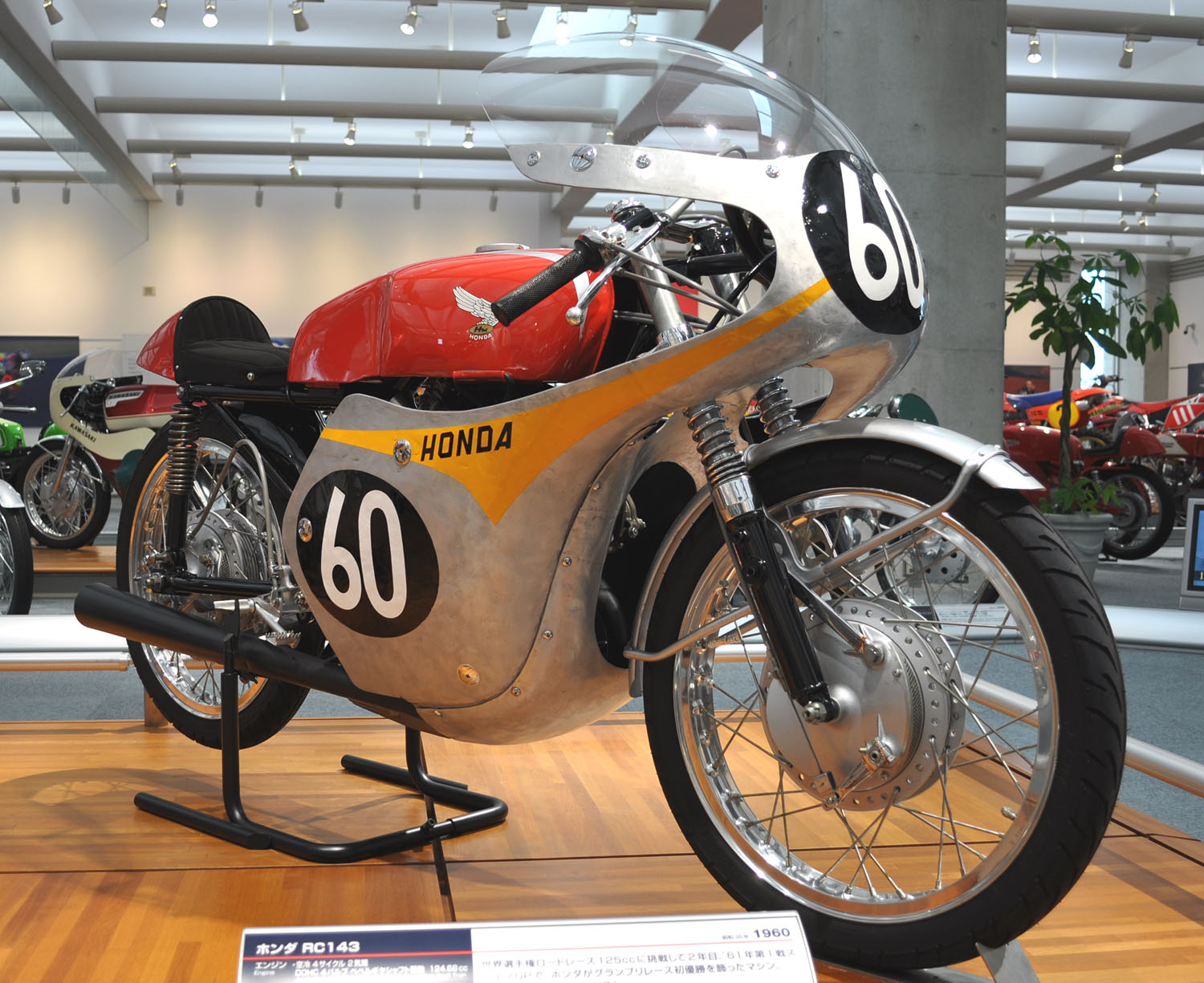
1961年スペインGP125ccクラスでWGP初優勝したRC143

オートバイメーカーとして設立翌年の1949年には日米対抗レースにC型モーターサイクルで出場し優勝。1959年よりマン島TTレースに出場し、1960年よりロードレース世界選手権（WGP、現MotoGP）に本格参戦。最高峰クラス（現MotoGPクラス）では1966年の初勝利以降、2006年終了時点で通算200勝を達成した。生産者部門におけるタイトル獲得総数は参戦メーカー中1位（2010年時点）。
ホンダ・レーシング (HRC) が統轄し、MotoGPのほかスーパーバイク世界選手権、ブリティッシュスーパーバイク選手権、世界耐久選手権、モトクロス世界選手権、トライアル世界選手権などに参戦している。
1960年代のレースシーンでは本田宗一郎の意向でパワーに劣る4ストロークエンジンをあえて採用。多気筒・高回転化を推し進め、2ストロークエンジンに対して何ら遜色ない戦闘力を発揮した。
日本では全日本ロードレース選手権、全日本モトクロス選手権、全日本トライアル選手権に参戦。世界耐久選手権の1戦である鈴鹿8時間耐久レースは地元開催であり、メーカーとして最多の24勝を記録している（2011年時点）。
また、自転車競技においてもマウンテンバイク (MTB) のダウンヒル競技に独自開発のマシンRN01を投入し、国内のMTBジャパンシリーズやNORBA、世界選手権などで好成績を挙げている。

### 4輪レース

#### フォーミュラ

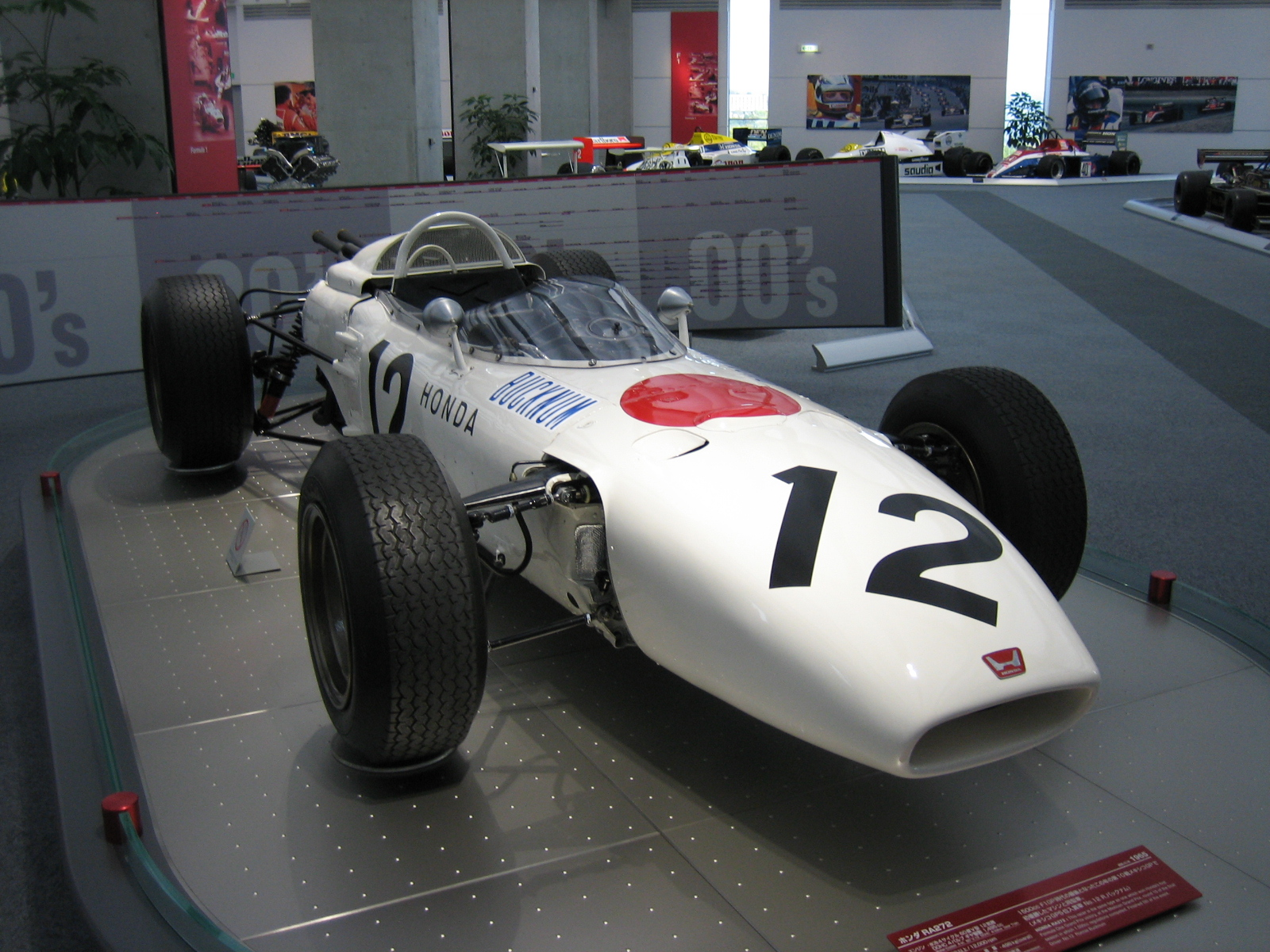
1965年メキシコGPでF1初優勝したRA272

F1世界選手権には、1964年から1968年にコンストラクターとして参戦し、2勝を記録。1983年から1992年、2000年から2005年は車体の共同開発を含めたエンジンサプライヤーとして参戦し69勝を記録。2006年から再びホンダ・レーシング・F1チームとして参戦し、1勝を記録。しかし、2008年12月5日、金融危機以降の経営環境の変化に伴い、F1からの撤退を表明した。2013年5月には、2015年よりマクラーレンと提携してエンジン（パワーユニット）供給を開始すると発表しF1に復帰したが、2021年シーズンで撤退する。2026年から、アストン・マーチンと組んで、復帰すると発表。アストン・マーチンのF1チームにパワーユニットを供給する。
F2にはエンジンサプライヤーとして参戦し、1960年代にはブラバムに供給。1980年代にはF1復帰への前哨としてヨーロッパF2選手権や全日本F2選手権に参戦し、スピリットの設立に関与した。
インディカー・シリーズにはエンジンサプライヤーとして参戦し、1994年から2002年までCARTで通算65勝、2003年からはシリーズ通算27勝（2005年終了時点）を達成している。なお、2006年から2011年までシリーズのエンジンはホンダのワンメイクであった。2015年から2017年にかけてはエンジンに加えエアロキットの供給も行っていた。
ジャッドと共同開発したF3000用エンジンは、無限・MF308として全日本F3000選手権やフォーミュラ・ニッポンで2005年まで使用された。2006年よりフォーミュラ・ニッポン→スーパーフォーミュラにトヨタとともにエンジンを供給している。

#### 耐久レース
1995年のル・マン24時間レースに、NSXがLMGT1クラスにワークス・チーム、LMGT2クラスにチーム国光と中嶋企画のプライベートチームで参戦し、チーム国光がLMGT2クラス優勝（ドライバーは高橋国光/土屋圭市/飯田章）を果たした。
アメリカにおいては、1991年より3年間IMSAシリーズのキャメル・GTPライトクラスに「アキュラ-スパイス SE90CL」（NSXのエンジンを搭載）で参戦し、ドライバーズ、マニュファクチャラーズの両タイトルを3年連続で獲得した。
2007年よりアメリカン・ル・マン・シリーズ（ALMS）において、ホンダ・パフォーマンス・ディベロップメント（HPD）からLMP2クラスに参戦するチームへアキュラ・ARX-01を、2009年よりLMP1クラスに参戦するチームへアキュラ・ARX-02を供給した。
2018年からは、チーム・ペンスキーおよびオレカとジョイントしてユナイテッド・スポーツカー選手権（USCC）へアキュラ・ARX-05で参戦した。

#### ツーリングカー
日本においては、1994年から全日本ツーリングカー選手権にシビックフェリオ（1994年～1995年）及びアコード（1996年～1997年）で参戦。1996年から全日本GT選手権（現・SUPER GT）にNSX（1996～2009年）及びHSV-010 GT（2010～2013年）、NSX CONCEPT GT（2014〜2016年）、2代目NSX（2017〜）で参戦している。また2017年からはグループGT3規定のNSXの販売を開始し、同年のIMSAでは2勝を挙げている。
2012年より世界ツーリングカー選手権 (WTCC) にホンダ・シビックを投入。2012年第10戦の日本ラウンドより参戦し、2013年から2017年までフル参戦。2013年にマニュファクチャラーズタイトルを獲得している。WTCCがWTCRに変わったあとも、TCR規定のシビックをプライベーターに供給している。
社業としてのモータースポーツだけでなく、ユーザーにもモータースポーツを楽しんでもらおうと、シビックやインテグラタイプRによるワンメイクレースを開催している。2004年～2007年は、「ベルノエキサイティングカップ インテグラワンメイクレース」が各地方シリーズとして開催されていた。2008年からは、車両が再度シビックタイプRに変更されたが、2011年をもってシリーズを終了した。2014年からはN-ONEのワンメイクレース「N-ONE OWNER'S CUP」を運営している。

#### ドライバー育成
次世代選手の発掘・育成として鈴鹿サーキットレーシングスクールを開校し、佐藤琢磨、松田次生らを輩出した。1999年から2005年までジュニア・フォーミュラのフォーミュラ・ドリームを開催した。2006年〜2013年にかけてトヨタ、日産ととも設立したフォーミュラチャレンジ・ジャパンを支援したほか、ホンダ・フォーミュラ・ドリーム・プロジェクト (HFDP) の名称でFIA-F4選手権に育成ドライバーを送り込んでいる。

### モータースポーツ事業をHRCに集約
2022年より、四輪を含むすべてのモータースポーツ関連事業を、同社100％出資の二輪モータースポーツ専門会社ホンダ・レーシング（HRC）に集約すると発表した。四輪モータースポーツの開発拠点である「HRD Sakura」（本田技術研究所の一部門）をHRCに移管し、二輪部門は引き続き埼玉県朝霞市に、四輪部門を栃木県さくら市に拠点を置くことになり、HRCが二輪・四輪を含めたホンダのモータースポーツ活動全般を統括することとなった。それに伴い、レッドブル・レーシング/スクーデリア・アルファタウリといったF1コンストラクターとの連携もHRCが担う。

## 沿革
- 1949年 - 日米対抗レースにC型モーターサイクルで出場し、優勝した。
- 1954年 - 2月、ブラジルの国際モーターサイクルレースの125ccクラスにて、完走18台中13位（R125）。3月15日、「マン島TTレース出場宣言」を発表した。
- 1955年 - 第1回浅間高原レースにてヤマハに惨敗した。
- 1957年 - 第2回浅間火山レースでヤマハに負ける。
- 1959年 - マン島TTレース初出場した。最高6位。レース10年ぶりにチーム登録3名が全員完走し、メーカーチーム賞を受賞した。WGP参戦を開始した。第3回浅間火山レースで、125cc、250ccクラスにて1～5位まで独占した。
- 1960年 - ロードレース世界選手権 (WGP) にフル参戦を開始した。マン島TTレース125ccクラスにて最高6位、250ccクラスにて最高4位。
- 1961年 - WGP開幕戦スペインGP125ccクラスで初勝利した（トム・フィリス）。マン島TTレース125cc、250cc両クラスにて1～5位まで独占した。優勝タイムや最速ラップなど、記録をすべて更新した。西ドイツGP250ccクラスで高橋国光が日本人として初優勝した。125ccクラスではフィリス、250ccクラスではマイク・ヘイルウッドがシリーズチャンピオンを獲得した。
- 1962年 - 三重県鈴鹿市に本格的レーシングコース「鈴鹿サーキット」を完成。11月に同サーキットで第1回全日本選手権ロードレース大会を開催し、4クラスで優勝した。
- 1963年 - WGPで日本GPを鈴鹿サーキットで初開催した。
- 1964年 - 1月、本田宗一郎、F1GP出場を宣言した。8月、F1ドイツGPにRA271で初出場し13位完走した。
- 1965年 - F1メキシコGPで初優勝した（RA272、リッチー・ギンサー）。
- 1966年
  - WGP全クラスに参戦し、全クラスを制覇した。この年をもってWGPを撤退した。
  - F2でホンダエンジンを搭載したブラバムが開幕11連勝を達成するが、同年でF2からも撤退した。
- 1967年 - F1イタリアGPで2勝目（RA273、ジョン・サーティース）。
- 1968年 - F1レース活動の第1期を終了した。
- 1978年 - 鈴鹿8時間耐久ロードレースを鈴鹿サーキットで初開催した。
- 1979年 - WGP参戦を再開。500ccクラスではNR500で参戦した。
- 1980年 - F2へのエンジン供給を再開した。
- 1982年 - 2輪レース部門のホンダ・レーシング (HRC) を設立した。WGP500ccクラスにNS500を投入した。
- 1983年
  - エンジンサプライヤーとしてF1再参戦を発表した。イタリアGPで15年ぶりに復帰し（スピリット）、ウィリアムズと提携した（～1987年）。
  - WGP500ccクラスでフレディ・スペンサーがNS500でシリーズチャンピオンを獲得。
- 1984年 - F1アメリカGP（ダラス）にて、F1レース活動第2期始動後初優勝した（ケケ・ロズベルグ）。
- 1985年 - WGPでフレディ・スペンサーが500ccクラス（NSR500）250ccクラス（RS250RW）のダブルタイトルを獲得した。
- 1986年 - F1でウィリアムズ・ホンダがコンストラクターズ選手権を初制覇した。
- 1987年
  - F1でロータスへもエンジン供給を開始した（～1988年）。日本GPを鈴鹿サーキットで開催した。ドライバーズ（ネルソン・ピケ）、コンストラクターズ両選手権を制覇した。
  - WGPで日本GPが鈴鹿サーキットにて復活した。ワイン・ガードナーが500ccクラスチャンピオンを獲得した。
- 1988年ホンダ製ターボエンジン・RA168E（1988年）

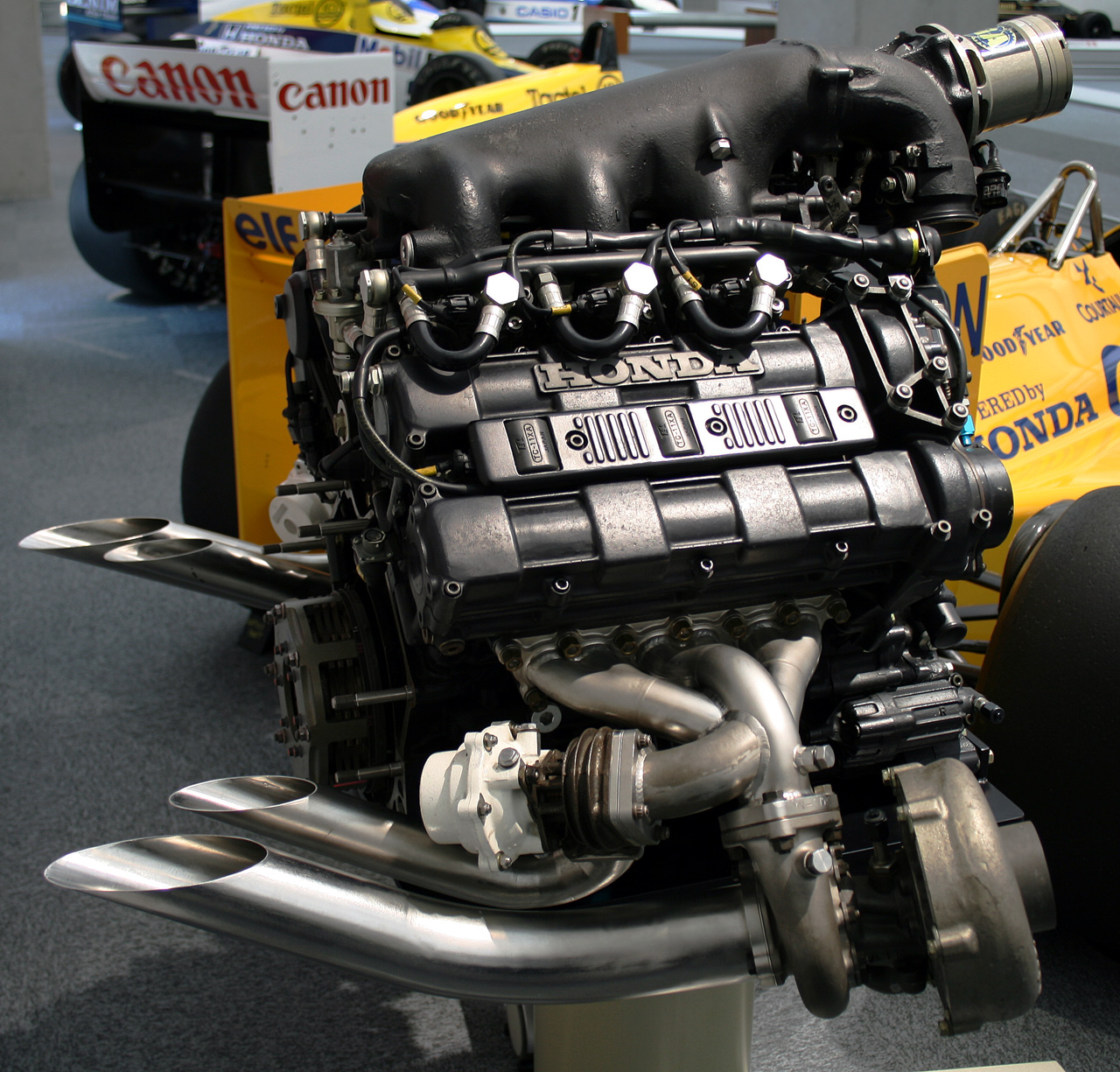
ホンダ製ターボエンジン・RA168E（1988年）

  - F1でマクラーレンへエンジン供給を開始した（～1992年）、マクラーレン・ホンダが16戦15勝し、ドライバーズ（アイルトン・セナ）、コンストラクターズ両選手権を制覇した。
- 1989年NSR500（1989年）

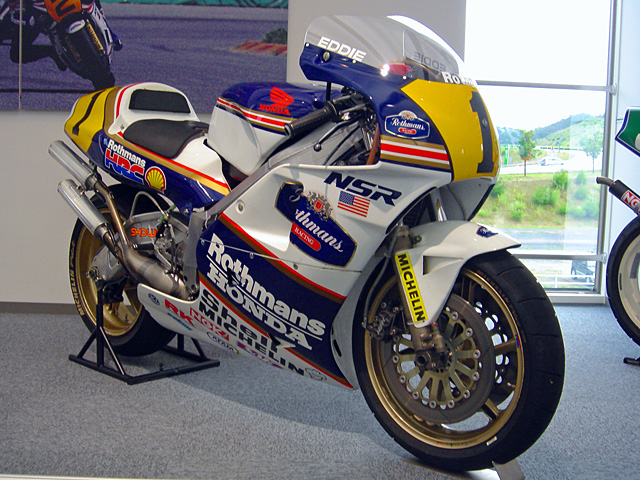
NSR500（1989年）

  - F1でマクラーレン・ホンダがドライバーズ（アラン・プロスト）、コンストラクターズ両選手権を制覇した。
  - WGPでエディ・ローソンが500ccクラスチャンピオンを獲得した。
- 1990年 - F1でマクラーレン・ホンダがドライバーズ（アイルトン・セナ）、コンストラクターズ両選手権を制覇した。
- 1991年
  - F1でティレルへエンジンを供給し（この年のみ）、マクラーレン・ホンダがドライバーズ（アイルトン・セナ）、コンストラクターズ両選手権を制覇した。

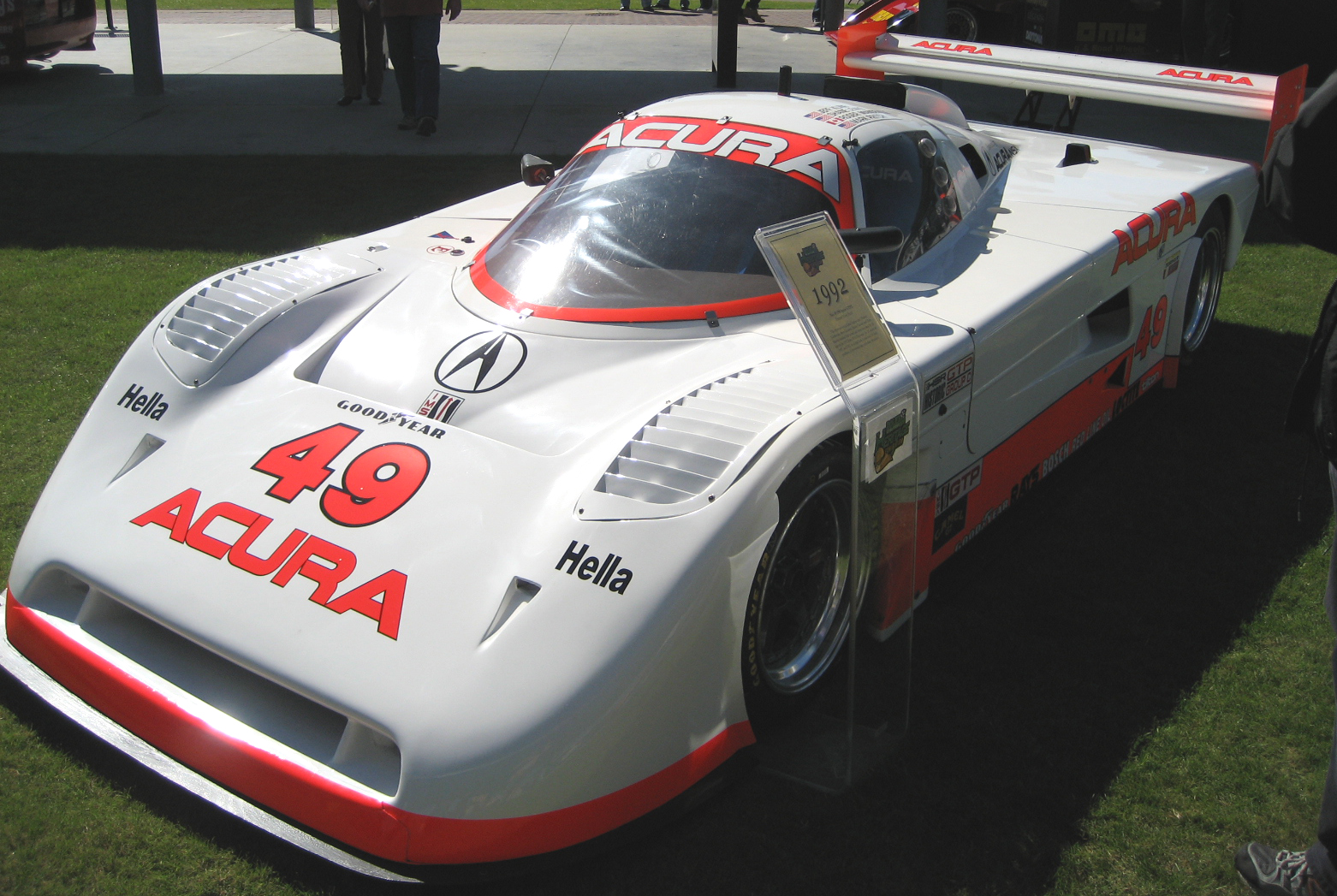
アキュラ-スパイス・SE90CL（1992年）

  - IMSA GT選手権でアキュラ-スパイス SE90CLがキャメル・GTPライトクラスチャンピオンを獲得した。
- 1992年アキュラ-スパイス・SE90CL（1992年）
  - F1レース活動第2期が終了した。
  - IMSA GT選手権でアキュラ-スパイス SE90CLがキャメル・GTPライトクラス2年連続チャンピオンを獲得した。
- 1994年
  - CARTシリーズにエンジン供給を開始した。

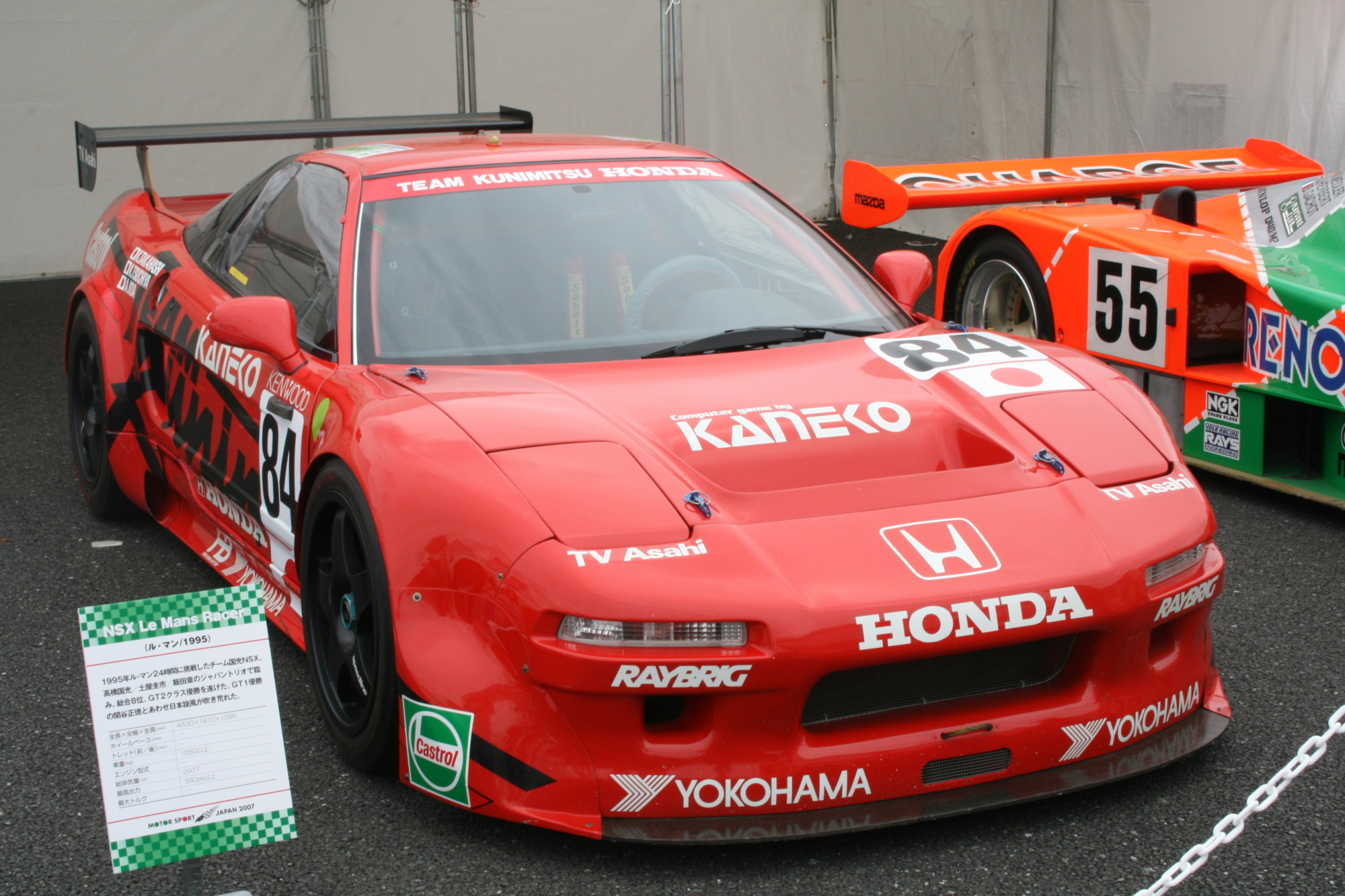
NSX GT2マシン（1995年）

  - NSXでル・マン24時間レースに参戦を開始した。
  - 全日本ツーリングカー選手権（JTCC）にシビックフェリオで参戦を開始した。
  - WGPでマイケル・ドゥーハンが500ccクラスチャンピオンを獲得し、この年から5連覇した。
- 1995年 NSX GT2マシン（1995年）
  - ル・マン24時間レースにて高橋国光らオール日本人ドライバーのNSXチームがLMGT2クラス優勝した。
- 1996年
  - トライアル世界選手権シリーズ（WCT）でマルク・コロメがチャンピオンを獲得した。
  - JTCCにて服部尚貴がアコードでシリーズチャンピオンを獲得した。
  - 全日本GT選手権（JGTC）にNSXで参戦を開始した。
- 1997年カストロール無限アコード（1997年）

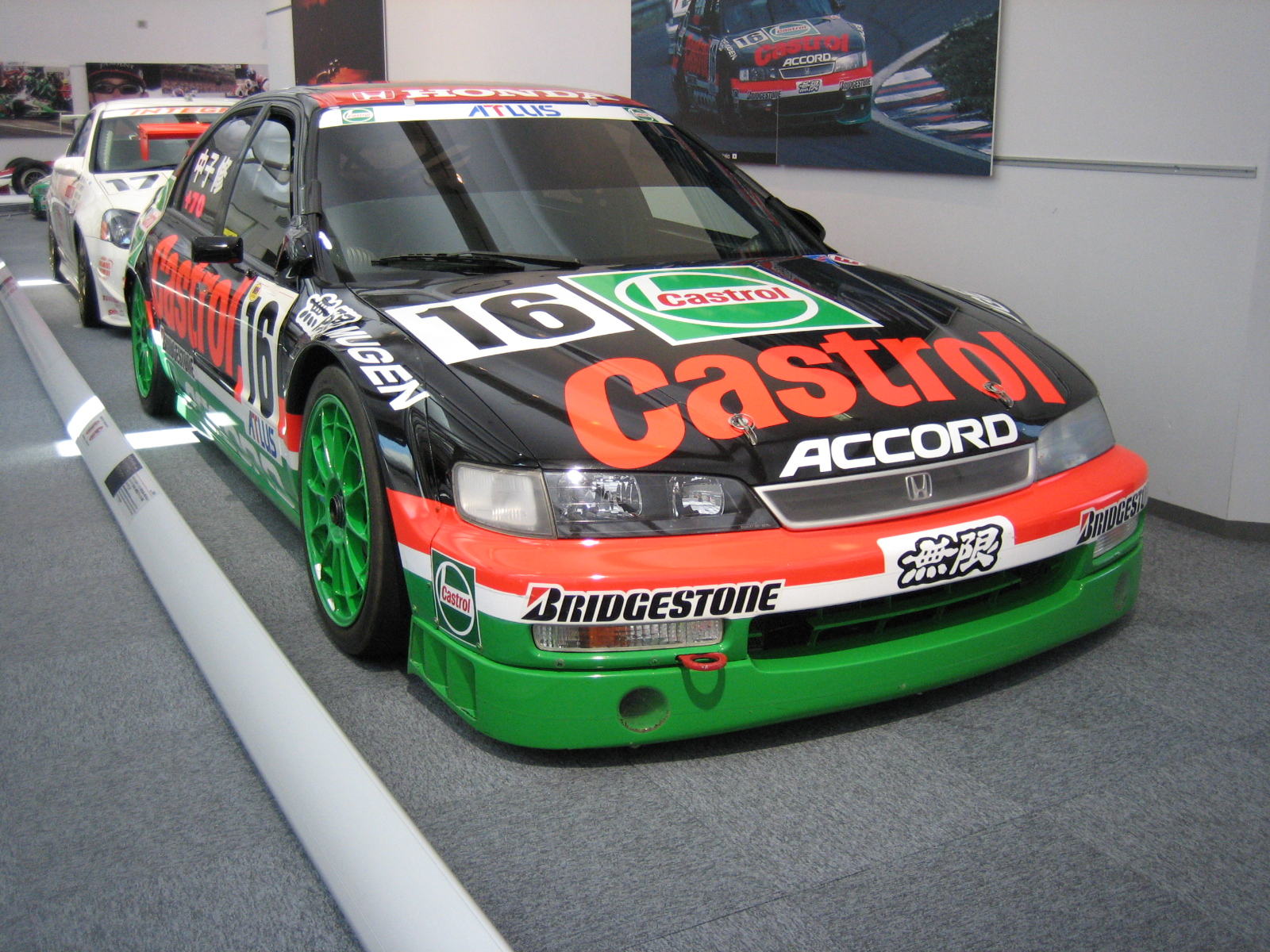
カストロール無限アコード（1997年）

  - 栃木県・茂木町に日本初のオーバルコースを持つツインリンクもてぎを開業した。
  - この年から2006年まで鈴鹿8時間耐久ロードレースにおいて自社製車両が10連覇した。
  - JTCCにて中子修がアコードでシリーズチャンピオンを獲得した。この年をもって全日本ツーリングカー選手権への参戦を終了した。
- 1998年
  - ツインリンクもてぎにてインディジャパン300を初開催した（～2011年）。
  - F1への復帰を宣言した。ダラーラ製RA099を試作するが、翌年コンストラクターとしての参戦計画を中止した。
- 1999年 - WGPでアレックス・クリビーレが500ccクラスのチャンピオンを獲得した。
- 2000年カストロール無限NSX（2000年）

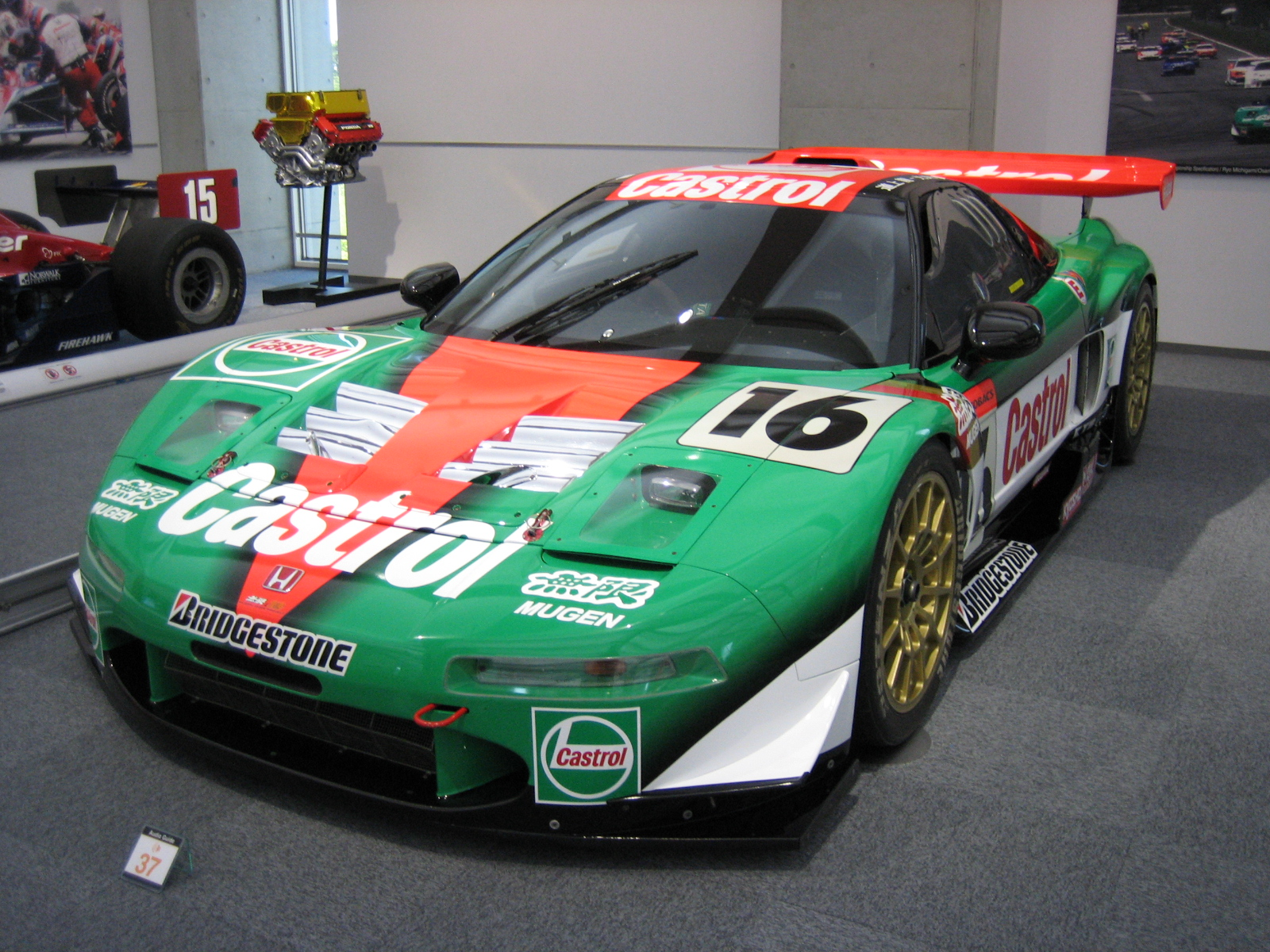
カストロール無限NSX（2000年）

  - ブリティッシュ・アメリカン・レーシング（B・A・R）と提携し、エンジンサプライヤーとして第3期F1活動を開始した。
  - WGPのパシフィックGPがツインリンクもてぎにて初開催した。鈴鹿サーキットの日本GPとあわせて年2回日本開催となる（～2003年）。
  - WCTでドギー・ランプキンがチャンピオンを獲得し、この年から4連覇した。
  - 全日本GT選手権 (JGTC) にてNSXを使用した道上龍がドライバーズチャンピオンを、無限×童夢プロジェクトがチームズチャンピオンをそれぞれ獲得した。
- 2001年NSR500（2001年 V.ロッシ車）

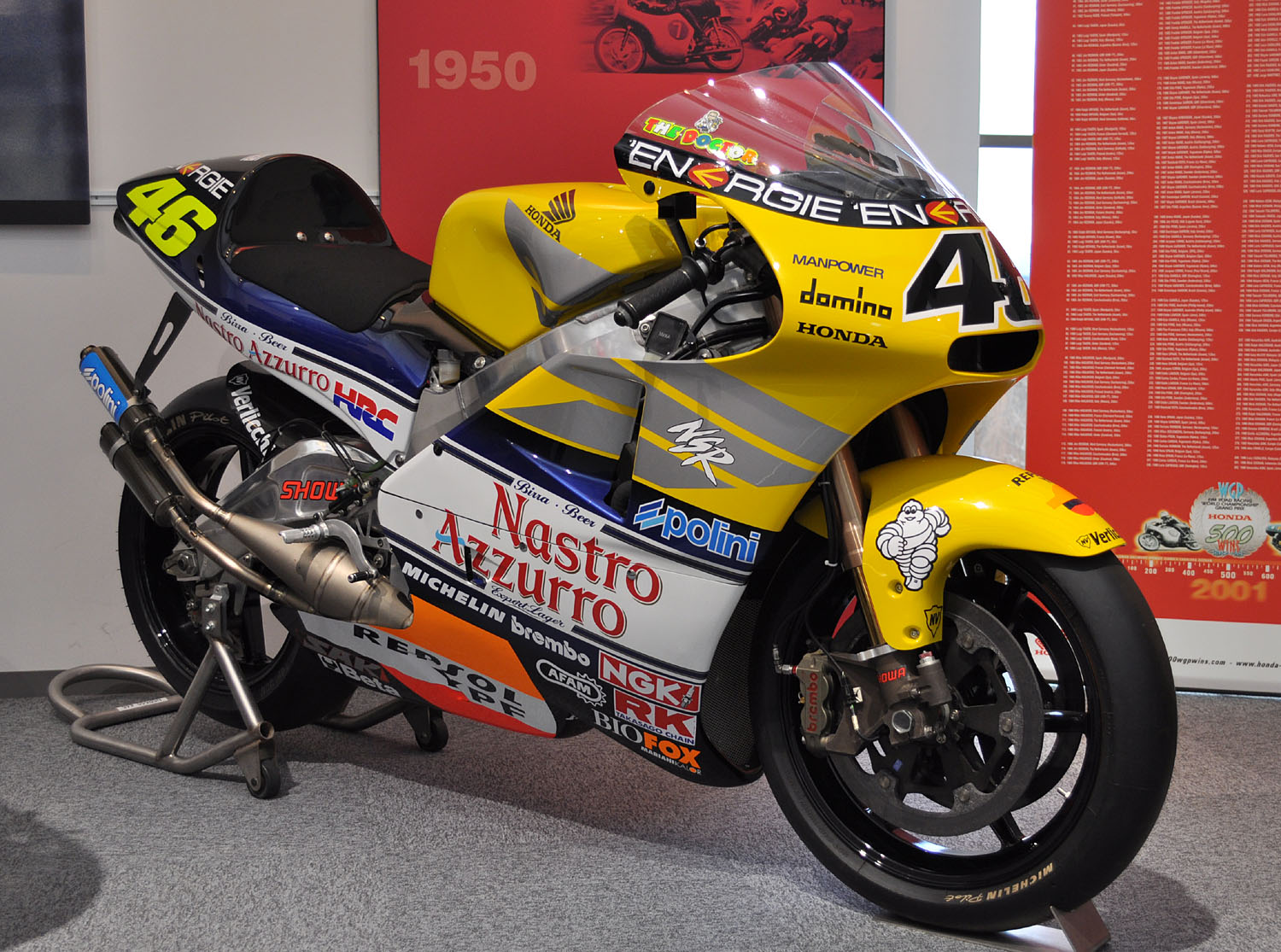
NSR500（2001年 V.ロッシ車）

  - F1でジョーダンへエンジン供給を開始した（～2002年）。
  - MotoGP（旧称WGP）でバレンティーノ・ロッシが500ccクラスチャンピオンを獲得し、この年から最高峰クラスで3連覇した。
- 2002年
  - WGPでMotoGPクラス創設にともないRC211Vを投入した。
  - CARTシリーズでの活動を終了した。
  - スーパースポーツ世界選手権でファビアン・フォーレがチャンピオンを獲得し、この年から5連覇した。
  - JGTCにてNSXを使用した無限×童夢プロジェクトがチームズチャンピオンを獲得した。
- 2003年 - インディカー・シリーズにおいてエンジンを供給を開始した。
- 2004年
  - WCTで藤波貴久が日本人初のチャンピオンを獲得した。
  - F1アメリカGPでB・A・R・ホンダの佐藤琢磨が3位を獲得した。また、ジェンソン・バトンがドライバーズランキング3位となり、コンストラクターズランキング2位となる。
  - インディカー・シリーズのインディ500で初優勝した（1位～7位独占）、16戦14勝で年間優勝（ドライバー優勝＝トニー・カナーン）、松浦孝亮が日本人初のルーキー・オブ・ザ・イヤーで3冠を達成した。
- 2005年 - インディカー・シリーズのインディ500で2年連続優勝した（1位～4位独占、優勝者はダン・ウェルドン）。17戦12勝で年間優勝（ドライバー優勝＝ダン・ウェルドン）。
- 2006年 RA106（2006年）RC211V（2006年）

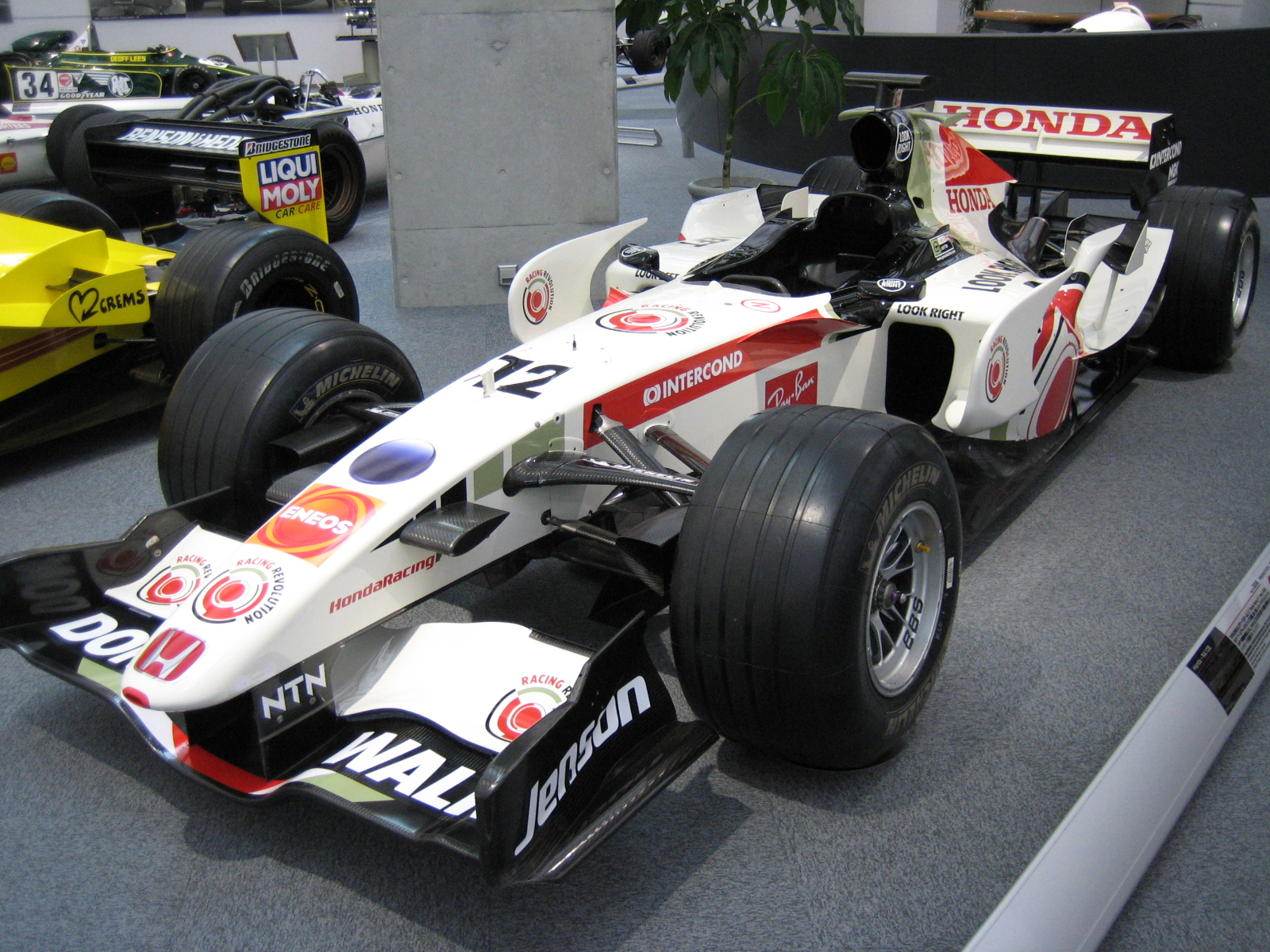
RA106（2006年）

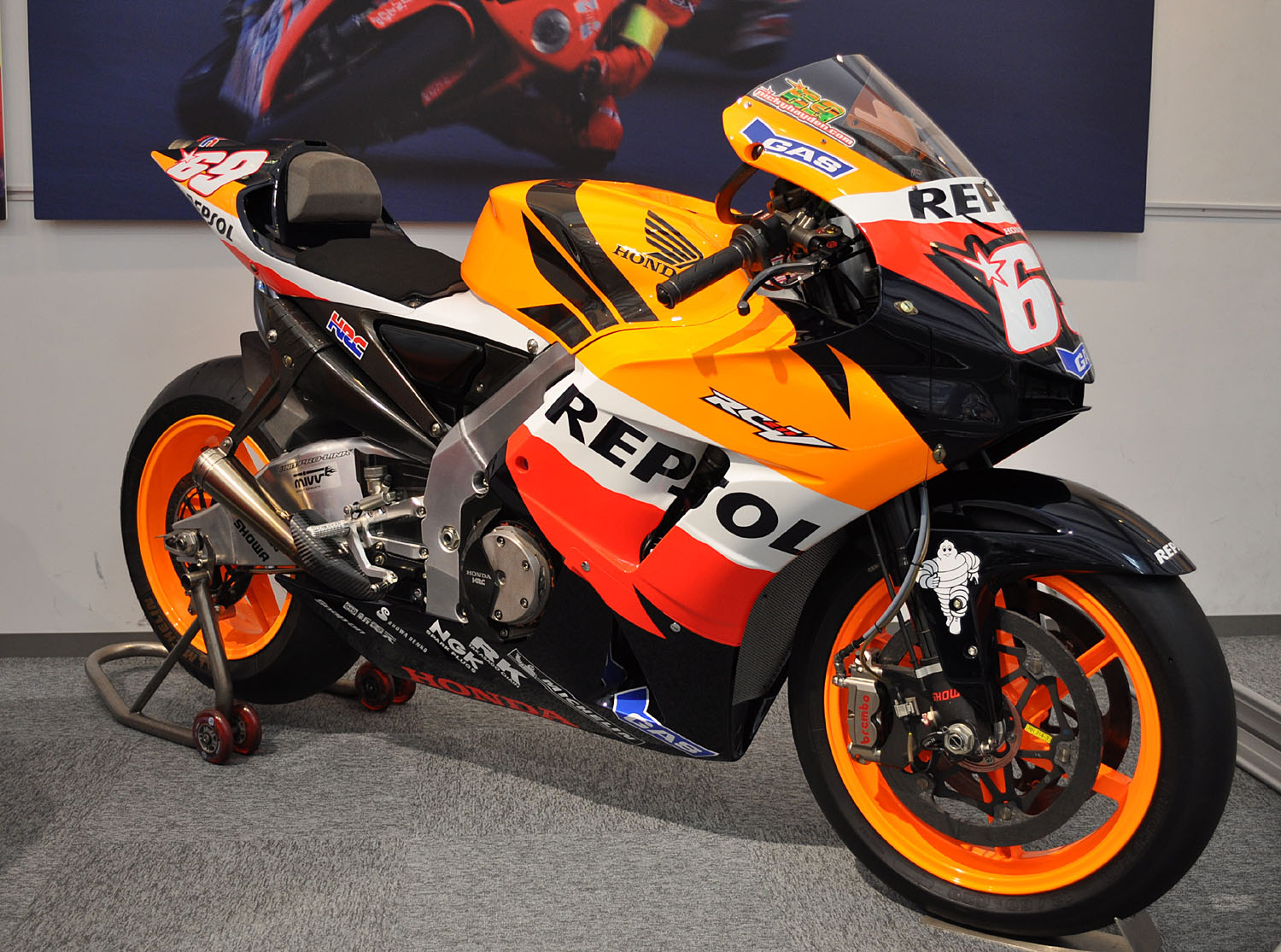
RC211V（2006年）

  - F1でB・A・Rの株式を100%取得し、38年ぶりにオールホンダ体制で参戦。ハンガリーGPにてジェンソン・バトンが優勝し、コンストラクターとして3勝目を記録した。
  - F1でスーパーアグリF1にエンジン供給を開始した（～2008年）。
  - MotoGPでニッキー・ヘイデンがMotoGPクラスチャンピオン獲得した。
  - 鈴鹿サーキットランドとツインリンクもてぎが合併し、株式会社モビリティランドが発足した。
  - インディカー・シリーズにおいて全チームにエンジンを供給した（ホンダエンジンのワンメイク）。
  - フォーミュラ・ニッポンにおいてエンジンを供給を開始した。
- 2007年 ARTA・NSX（2007年）

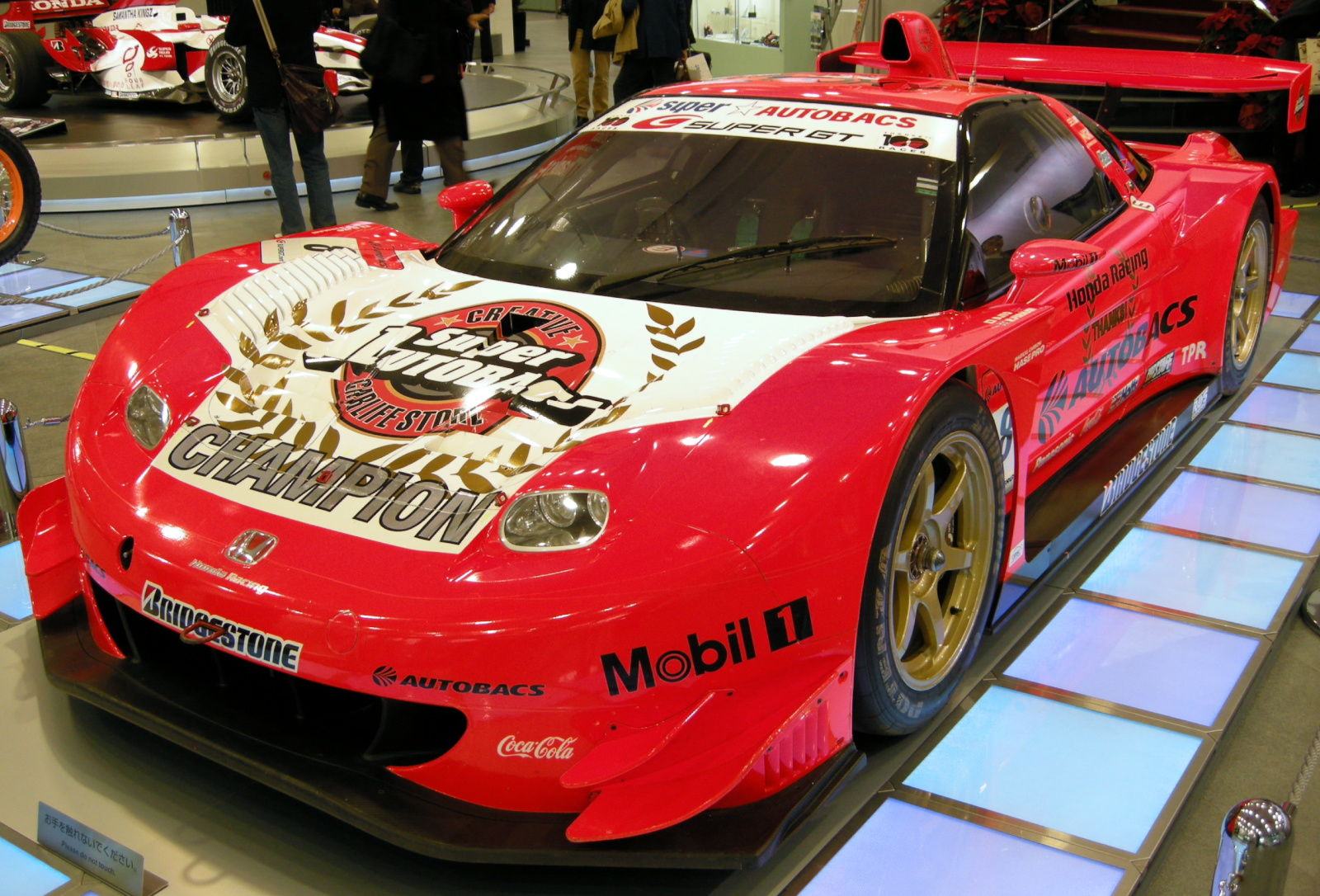
ARTA・NSX（2007年）

  - アメリカン・ル・マン・シリーズ（ALMS）のLMP2クラスにアキュラ・ARX-01で参戦した。
  - WCTでトニー・ボウがチャンピオンを獲得した。
  - SUPER GTにてNSXを使用した伊藤大輔とラルフ・ファーマンがドライバーズチャンピオンを、ARTAがチームズチャンピオンをそれぞれ獲得した。
- 2008年
  - WCTでトニー・ボウが2年連続でチャンピオンを獲得した。
  - F1からの撤退を表明[10]。施設・組織をブラウンGPに売却した。
- 2009年
  - 鈴鹿8時間耐久ロードレースへのワークス参戦の休止を発表した。
  - ALMSのLMP1クラスへ、アキュラ・ARX-02で参戦。LMP2クラスと両クラスともマニュファクチャラーズ（エンジン、シャシー）/ドライバーズチャンピオンを獲得した。
  - フォーミュラ・ニッポンにおいてロイック・デュバルがドライバーズチャンピオンを、NAKAJIMA RACINGがチームズチャンピオンをそれぞれ獲得した。
  - MotoGP 250ccクラスで青山博一がシリーズチャンピオンを獲得した。

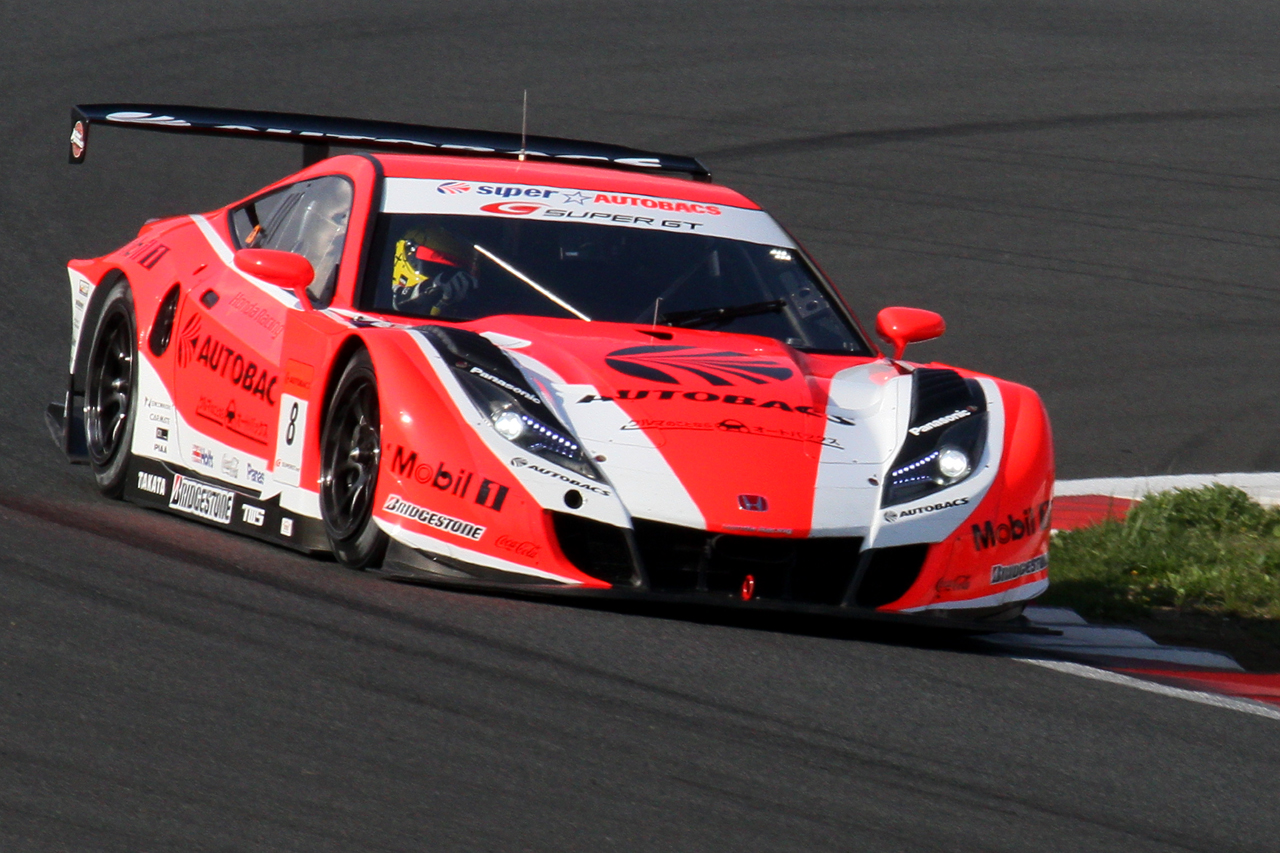
ARTA HSV-010（2010年）

  - SUPER GT・GT500クラスへのNSXによる参戦終了を発表[11]。
- 2010年ARTA HSV-010（2010年）
  - SUPER GT・GT500クラスへの参戦車両を、HSV-010GTに変更し、小暮卓史とロイック・デュバルがドライバーズチャンピオン、ウィダー・ホンダレーシングがチームズチャンピオンを獲得した。
  - HPD名義となったル・マン・プロトタイプ（LMP）2、HPD ARX-01Cがル・マン24時間レースでLMP2クラス優勝した。
  - ホンダ・シビックが英国ツーリングカー選手権（BTCC）でマニュファクチャラーズ選手権とチーム選手権を制覇。
- 2011年
  - MotoGPでケーシー・ストーナーがMotoGPクラスチャンピオンを獲得すると共に、マニュファクチャラーズ/チームタイトル（レプソル・ホンダ）の3冠を達成した。
  - ホンダ・シビックがBTCCでドライバーズ選手権、メーカーズ選手権、チームズ選手権で優勝。
  - ホンダは、インターコンチネンタルラリーチャレンジ2WDメーカーのタイトルを「シビックRタイプR3」で獲得した。[12]
- 2012年HPD・ARX-03b（2012年）

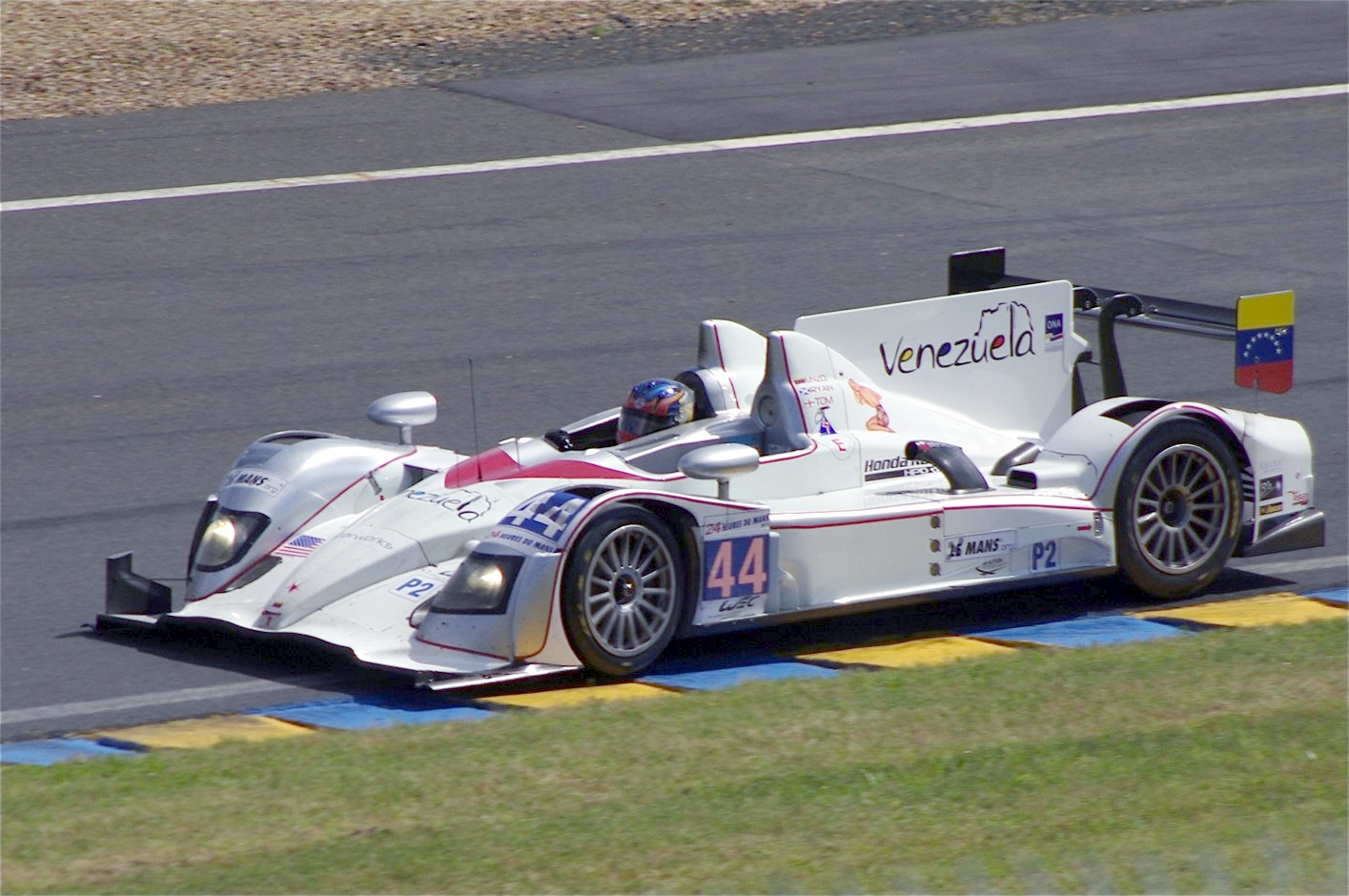
HPD・ARX-03b（2012年）

  - 世界ツーリングカー選手権（WTCC）に、欧州仕様シビック（5ドア）で参戦し、マカオで3位表彰台を獲得した。2012年は日本ラウンド以降の3戦のみであるが、2013年はフル参戦する。[13]
  - フォーミュラ・ニッポンにてダンディライアン・レーシングがチームチャンピオンを獲得した。
  - ル・マン・プロトタイプ（LMP）2、HPD・ARX-03bはル・マン24時間レースでLMP2クラス優勝と、FIA 世界耐久選手権（WEC）のLMP2クラスチームタイトルを獲得した。
  - ホンダ・シビックがBTCCでドライバーズ、マニュファクチャラーズ、チームズ選手権で優勝。
- 2013年
  - 2015年のF1世界選手権から、マクラーレンにパワーユニットを提供する形で参戦を発表。
  - MotoGPでマルク・マルケスがMotoGPクラスチャンピオンを獲得。
  - シビック・WTCCで世界ツーリングカー選手権のマニファクチャラーズタイトルを獲得した。
  - 山本尚貴がスーパーフォーミュラで初代ドライバーズタイトルを獲得した。
  - Honda CR-Z GTはSUPER GTのGT300クラスでドライバーとチームタイトルを獲得した。
  - スコット・ディクソンがホンダエンジンでインディカーシリーズを制した。
  - ホンダ・シビックがBTCCでドライバーズ、マニュファクチャラーズ、チームズ選手権で優勝。
  - ホンダ・HSV-010 GTは鈴鹿1000kmで優勝した。
  - ゾルタアン・ベッセニーが欧州ラリー選手権2WD部門でホンダ・シビック・タイプR R3を駆って優勝。[14]
- 2014年
  - ライアン・ハンター・レイがホンダエンジンでインディアナポリス500を制した。
  - ゾルタアン・ベッセニーが欧州ラリー選手権2WD部門でホンダ・シビック・タイプR R3を駆って優勝。[15]
- 2015年
  - パワーユニットメーカーとしてF1世界選手権に復帰。
  - ホンダ・シビック・タイプRがBTCCでドライバーズ＆マニュファクチャラーズ選手権で優勝。
  - ホンダ・リッジライン・トラックがバハ1000でクラス優勝。[16]
- 2016年
  - インディアナポリス500ではアレクサンダー・ロッシがホンダエンジンで優勝。
  - IMSA ウェザーテック・スポーツカー選手権でリジェ・JS P2にホンダ・HR35TTエンジンを搭載し、デイトナ24時間、セブリング12時間、プチ・ル・マンで優勝した。またシリーズ内タイトルの北米耐久カップのマニュファクチャラーズタイトルも獲得した。
  - BTCCではホンダ・シビック・タイプRがドライバーズチャンピオンを獲得した。
- 2017年
  - インディ500にて、ホンダエンジンを駆る佐藤琢磨（アンドレッティ・オートスポーツ）が優勝。
  - ホンダ・NSX-GTが鈴鹿1000kmレースで優勝した。
- 2018年RAYBRIG NSX-GT（2018年）

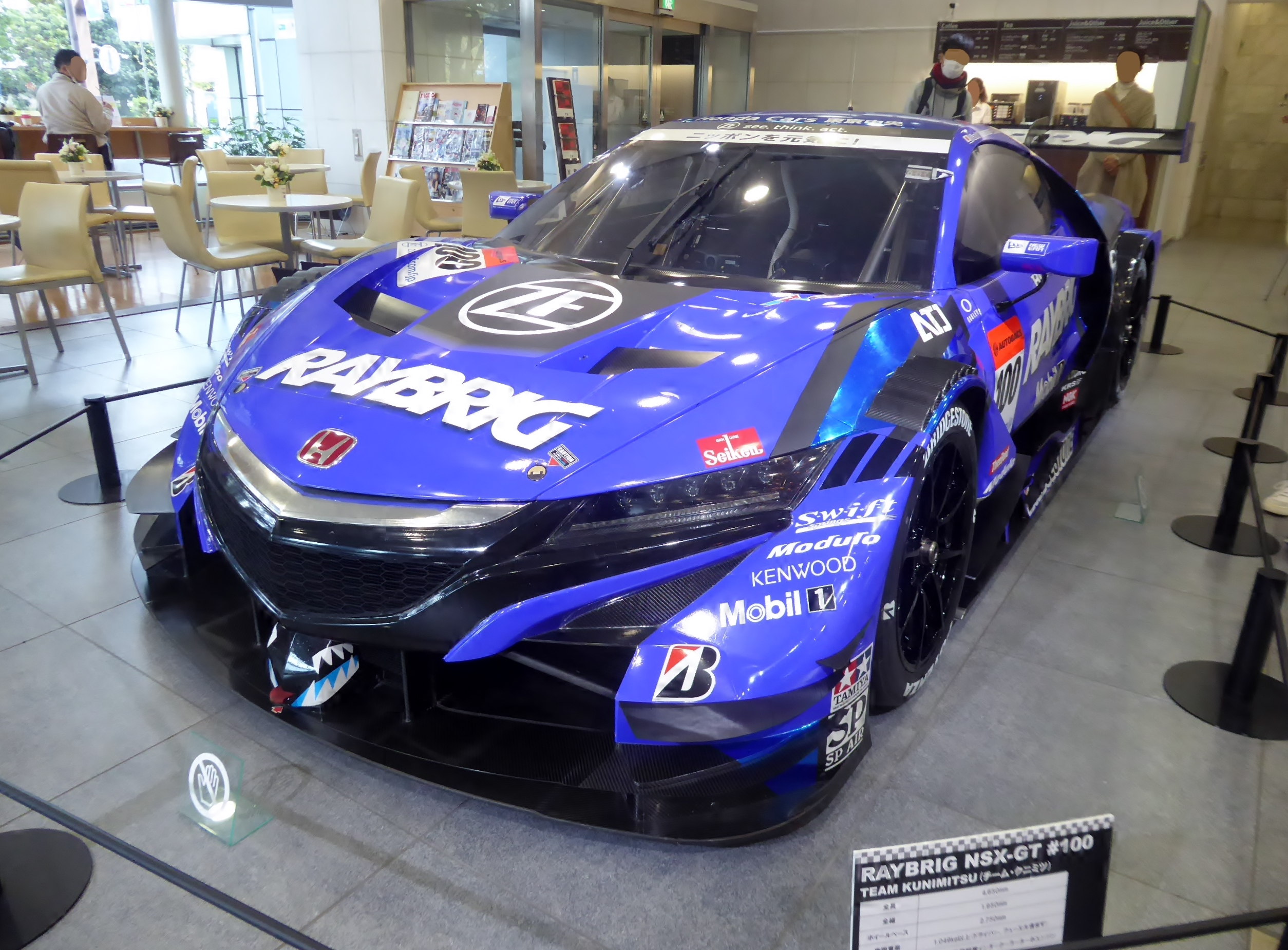
RAYBRIG NSX-GT（2018年）

  - F1におけるパワーユニットの供給先をスクーデリア・トロ・ロッソに変更。
  - チーム国光の山本尚貴とジェンソン・バトンがホンダ・NSX-GTでSUPER GTのGT500ドライバーズタイトルとチームタイトルを獲得。
  - 山本尚貴がスーパーフォーミュラでドライバーズタイトルを獲得。S-GTと合わせ国内最高峰カテゴリーのダブルタイトルを達成した。
  - ホンダがインディーカーのマニュファクチャラーズタイトルを獲得し、スコット・ディクソンがドライバーズタイトルを獲得した。
- 2019年
  - F1において、同年よりトロ・ロッソに加えてレッドブル・レーシングにもパワーユニットの供給を開始。
  - F1では、ホンダがマックス・フェルスタッペンとレッドブル・レーシングとともにオーストリアGPで2015年のF1復帰以降初、通算では2006年8月のハンガリーGP以来13年ぶり73度目のGP制覇となった。その後ドイツGP、ブラジルGPを制している。
  - チーム・ペンスキーのアキュラ・ARX-05が、IMSA ウェザーテック・スポーツカー選手権（WSCC）でドライバーズ、チームズ、マニュファクチャラーズのタイトルを獲得した。
  - NSX GT3 Evoは、WSCCのGTDクラスでドライバーズタイトルとチームズタイトルを獲得した。
  - SUPER GTのGT300クラスでNSX GT3 Evoがドライバーズタイトルとチームタイトルを獲得した。
  - ダンディライアン・レーシングがスーパーフォーミュラのチームチャンピオンに輝いた。
  - ホンダがインディカーのマニュファクチャラーズチャンピオンを獲得した。
  - ホンダ シビック タイプR TCRがグローバルTCRモデルオブザイヤーを受賞した。
  - ホンダ・シビック・タイプRがBTCCチームのタイトルを獲得した。
- 2020年アルファタウリ・AT01（2020年）

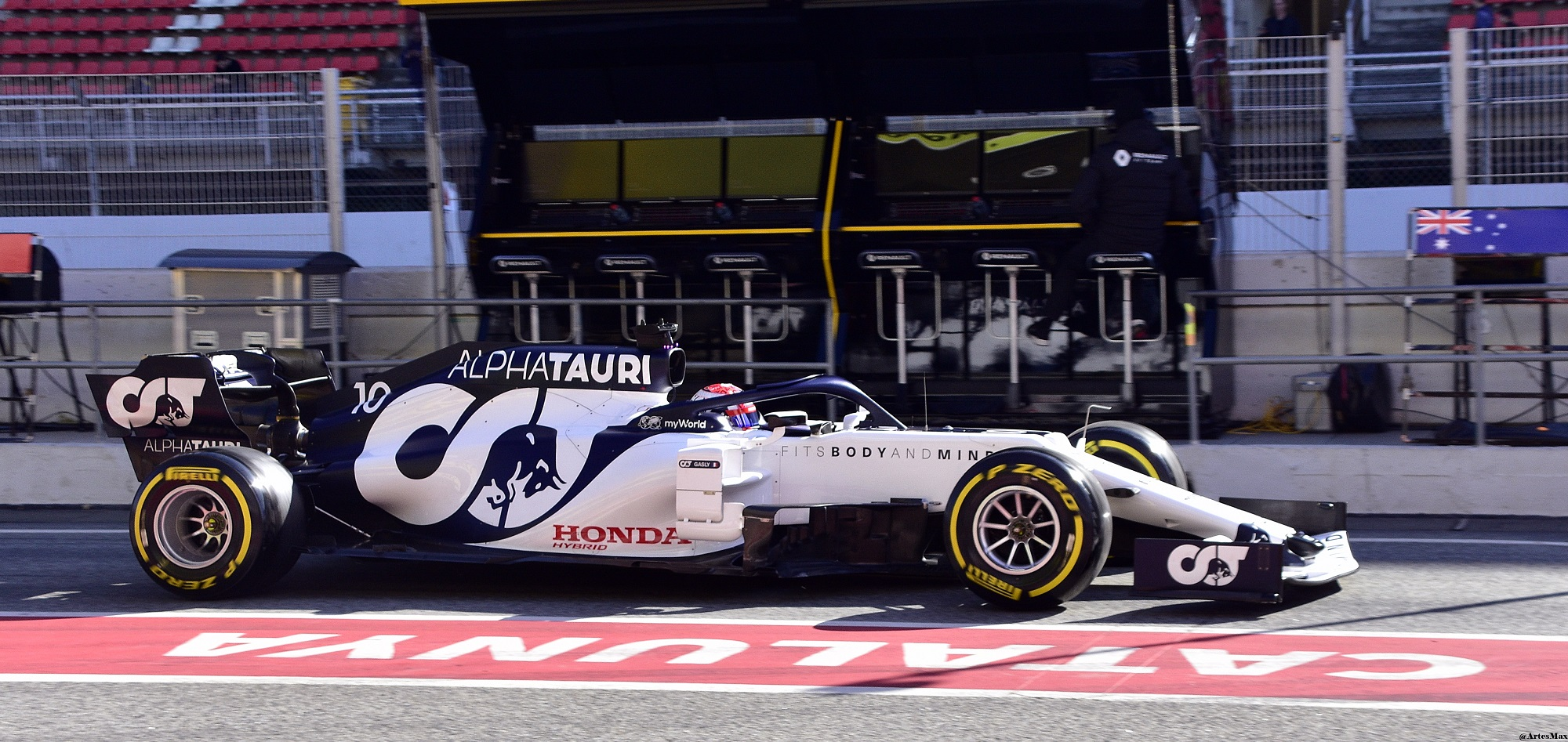
アルファタウリ・AT01（2020年）

  - インディ500にて、佐藤琢磨（レイホール・レターマン・ラニガン・レーシング）が3年ぶり2度目の優勝。
  - F1では、ホンダがマックス・フェルスタッペンとレッドブル・レーシングのコンビで70周年記念GP（シルバーストン）とアブダビGP、ピエール・ガスリーとスクーデリア・アルファタウリのコンビでイタリアGPを制した。
  - ホンダがインディーカーのマニュファクチャラーズタイトルを獲得し、スコット・ディクソンがドライバーズタイトルを獲得した。
  - チーム国光の山本尚貴と牧野任祐が、FRとなったNSX-GTでSUPER GTのGT500ドライバーズタイトルとチームタイトルを獲得した。
  - 山本尚貴がスーパーフォーミュラでドライバーズタイトルを獲得した。S-GTと合わせ国内最高峰カテゴリーのダブルタイトルを達成した。
  - チーム・ペンスキーのアキュラ・ARX-05が、WSCCでドライバーズ、チームズ、マニュファクチャラーズのタイトル連覇を達成した。
  - NSX GT3 Evoは、WSCCのGTDクラスでドライバー、チーム、メーカーのタイトルを獲得した。
  - ホンダ シビック タイプR TCRがグローバルTCRモデルオブザイヤーを受賞した。
- 2021年レッドブル・RB16B（2021年）

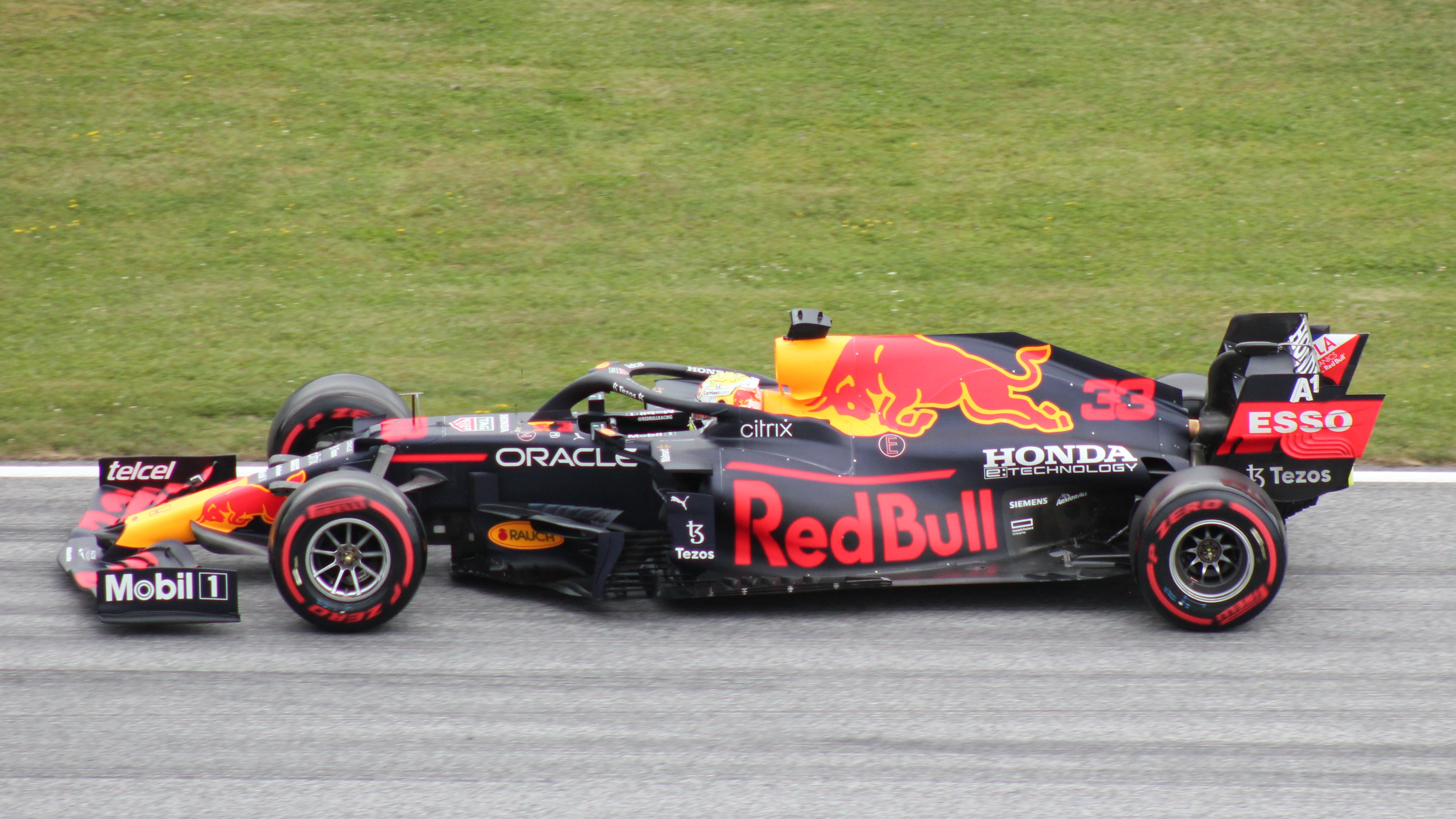
レッドブル・RB16B（2021年）

  - F1では、ホンダがレッドブル・レーシングとのコンビでマックス・フェルスタッペンが1991年のアイルトン・セナ以来となる30年ぶりのドライバーズタイトルに輝いた。
  - スーパーフォーミュラでは、TEAM MUGENの野尻智紀がドライバーズタイトルを獲得した。
- 2022年
  - ホンダは四輪を含むすべてのモータースポーツ関連事業を、ホンダ・レーシング（HRC）に集約すると発表した。